# Chalampé
Chalampé là một xã trong tỉnh Haut-Rhin, thuộc vùng Grand Est của nước Pháp, có dân số là 966 người (thời điểm 1999).

## Thông tin nhân khẩu
| 1962 | 1968 | 1975 | 1982  | 1990  | 1999 |
| ---- | ---- | ---- | ----- | ----- | ---- |
| 414  | 614  | 891  | 1.034 | 1.011 | 966  |